# 神原泰
神原 泰（かんばら たい、1898年2月23日 - 1997年3月28日）は、大正期新興美術運動を代表する画家、詩人、美術家、美術評論家。宮城県仙台市生まれ。

## 概要
当初詩人として活動をはじめるも、絵画へも展開し1917年に二科展に出品。詩人であったという関係もあり、未来派に触れ傾倒する。1920年には、『第一回神原泰宣言書』を発表した。1922年、古賀春江、中川紀元、横山潤之助、山本行雄らと「アクション」を結成。1924年、アクション、MAVO、未来派美術協会が合流する形で、「三科」を結成するに際し、結成に参加した。この時期の代表作には「スクリアビンの『エクスタシーの詩』に題す」（油彩、1924年）がある。
三科は短期間の活動（1925年解散）だったが、続けて1925年、矢部友衛、岡本唐貴らと「造形」を結成するも、改組に伴い、1927年脱退。
以降は絵画制作から離れた。東亜燃料工業（現・東燃ゼネラル石油）に勤務し、世界石油会議日本国内事務局長も務めた。神原泰は1997年に死去している。

## 家族
- 義祖父・神原精二（号 護国、1818－1885） ‐ 漢学者。備後国生まれの芝増上寺の元学僧で、幕末期に徳川慶喜についたことから捕らえられて長州送りとなり、維新後釈放されて還俗し、盛岡藩の財政整理に当たり、その後東京湯島で共慣義塾を開いた[3][4]。
- 父・神原伊三郎（1858-1939） ‐ 日本鉄道会社運輸課参事[5][6]。薩摩藩お抱えの狩野派絵師・大山探賢の次男で、神原精二の養子(幼少期に新門辰五郎の養女・乾繫子の養子となり、繁子が伊三郎を連れて精二に嫁いだ)[4][7]。慶応義塾中退、工部大学校卒業後、大蔵省入省し鉄道建設事業に携わり、2年半英国駐在[4]。株式投機に失敗して破産し、妻と友人の岩垂邦彦の支援を受ける[4]。
- 母・夫見子 ‐ 正親町家の出身[8]
- 姉・ミサ（1887-） ‐ 伊三郎の長女。大関増徳二男・大関釥の妻[9]
- 弟・神原周 ‐ 伊三郎の四男。岳父は保土谷化学工業創業者・磯村音介。[10]
- 伯父・大山綱昌 (官僚) ‐ 父の兄(大山探賢の長男）[11]。
- いとこ・正親町公和、園池公致[12]。

## 代表絵画作品
- マリアとキリスト（1923年）
  - キリストを抱くマリアを、極めて抽象化された曲線によりカラフルに描いている。
- スクリアビンの「エクスタシーの詩」に題す（1924年）
  - 極彩色の、雲や渦を思わせる抽象画。

## 主要展覧会
- 1920年代日本展/東京都美術館・愛知県美術館・山口県立美術館・兵庫県立近代美術館/1988年
- アクション展 大正新興美術の息吹/有楽町朝日ギャラリー・北海道立函館美術館・長野県辰野町立郷土美術館/1989年
- 日本の抽象絵画 1910-1945/板橋区立美術館・岡山県立美術館・姫路市立美術館・京都府京都文化博物館・北海道立函館美術館・秋田市立千秋美術館/1992年（美術館連絡協議会など主催）

## 主要著書
- 新しき時代の精神におくる/神原泰/イデア書院/1923
- 芸術の理解/神原泰/イデア書院/1924
- 未来派研究/神原泰/イデア書院/1925年
- 新興芸術の烽火/神原泰/中央美術社/1926